# Irina Cabezas
Carmen Irina Cabezas Rodríguez (Salcedo, 26 de noviembre de 1971) es una política y educadora ecuatoriana.

## Biografía

### Inicios en Alianza PAIS
Ingresó a la vida pública al vincularse con la facción de la provincia de Tungurahua del movimiento Alianza PAIS, durante las elecciones presidenciales de 2006. En enero de 2007, luego de ganar la confianza del prefecto Fernando González, fue designada teniente política de Ambato. A los pocos meses ingresó a la Asamblea Constituyente de 2007 como representante de Tungurahua. En la Constituyente se desempeñó como vicepresidenta de la mesa de Trabajo y producción.
En las elecciones legislativas de 2009 fue elegida asambleísta nacional por Alianza PAIS y se convirtió en Vicepresidenta de la Asamblea Nacional (en el periodo 2009-2011). Más tarde ocupó el puesto de presidenta de la Comisión Especializada Permanente de Soberanía Alimentaria y Desarrollo del Sector Agropecuario y Pesquero de la Asamblea.
Durante su estancia en el legislativo impulsó varias reformas claves para el régimen del presidente Rafael Correa, como la eliminación de la tercerización laboral, la Ley de Minería, la Ley de Empresas Públicas, entre otras. Así mismo ejerció su influencia en otros temas a favor del interés del presidente, como el juicio contra el fiscal general Washington Pesántez y contra el exministro de Transporte y Obras Públicas Jorge Marún. Estos hechos le ayudaron a escalar rápidamente posiciones dentro de Alianza PAIS y a llegar a formar parte del círculo de confianza de Correa.

### Controversia por incremento de patrimonio
En febrero de 2011, el diario local El Universo presentó una investigación en que se evidenciaba un incremento considerable no justificado en el patrimonio de la asambleísta durante los últimos años, subiendo de $49.000 a $90.500 en un año, mientras que el de su pareja creció de $44.500 a $106.370 en dos años; esto sin contar una casa comprada por Cabezas en un sector exclusivo de la ciudad de Quito avaluada en $195.000. También presentó evidencia de un supuesto vínculo entre la asambleísta y el asesor político César Mancheno, el mismo que poseía nexos con varios partidos opositores y que se habría reunido con asambleístas de dichos partidos durante los hechos del 30S. Entre las pruebas presentadas destacaron cuantiosas donaciones realizadas a la campaña de Cabezas por parte de familiares de Mancheno.
Cabezas respondió al artículo del diario en una rueda de prensa en que presentó diapositivas que mostraban sus ingresos y los desembolsos que había realizado en los últimos años, así como negando los nexos con Mancheno. No obstante, no permitió preguntas de los periodistas y cuando uno de ellos le recordó el incremento en sus bienes patrimoniales y le preguntó sobre los mismos, la asambleísta abandonó la sala de prensa.
Luego del escándalo, su imagen se hizo cada vez menos visible dentro de las filas de Alianza PAIS. Para las elecciones legislativas de 2013 fue ubicada en novena posición dentro de la lista de candidatos a asambleístas, por lo que no le fue posible conservar su curul.

### Vida política posterior
A principios de 2014, el presidente Correa anunció que Irina Cabezas sería nombrada embajadora de Ecuador en Honduras. En junio del mismo año asumió el cargo, convirtiéndose en la primera embajadora de Ecuador en el país desde el Golpe de Estado de 2009, hecho que había provocado que Ecuador retirara a su embajador.
En diciembre de 2014, el diputado hondureño Osman Aguilar acusó a Irina Cabezas de inmiscuirse en la política interna del país al apoyar públicamente la reelección presidencial. También la acusó de ser asesora electoral del gobierno central. Cabezas negó asesorar al gobierno en temas políticos y aseveró que las relaciones entre Ecuador y Honduras eran sólo de cooperación en temas sociales.
A finales de mayo de 2017 fue nombrada secretaria técnica del plan "Toda Una Vida" por el presidente Lenín Moreno.